# 加馬拉元帥區
13°52′12″S 72°30′14″W / 13.870°S 72.504°W
加馬拉元帥區（西班牙語：Distrito de Mariscal Gamarra），是秘魯的一個區，位於該國南部阿普里馬克大區的格羅省，始建於1942年12月11日，面積370.5平方公里，海拔高度3,445米，2005年人口4,253，人口密度每平方公里11人。